# تشرونه پتشکی
تشرونه پتشکی (به چکی: Červené Pečky) یک منطقهٔ مسکونی در جمهوری چک است که در ناحیه کولین واقع شده‌است. تشرونه پتشکی ۱۶٫۱۷ کیلومتر مربع مساحت و ۱٬۷۶۳ نفر جمعیت دارد و ۲۸۵ متر بالاتر از سطح دریا واقع شده‌است.